# 다큐쇼
《다큐쇼》는 JTBC의 교양 프로그램이다. 시대가 필요로 하는 양로원·상속·양육·고독 등 생활밀착형 주제를 스타들의 체험을 통해 담아내는 프로그램이다.

## 방송 시간
- 2014년 2월 1일 ~ 2014년 9월 16일 : 화요일 오후 7시 45분 ~